# Базел Щат
Базел Щат или Базел град (на немски: Basel-Stadt, на френски: Bâle-Ville, на романшки: Chantun Basilea-Citad, на италиански: Canton Basilea Città) е един от полукантоните на Швейцария. Населението му е 191 542 жители (юни 2011 г.), а има площ от 37 km². Административен център е град Базел. Официалният език е немският. Това е най-малкият и най-гъсто населен кантон на Швейцария. Населението на кантона (към 31 юли 2021 г.) е 201 156 души.
По данни от 2007 г. 30,29% от жителите на кантона са хора с чуждо гражданство (56 106 жители). От всички жители 36% не са част от организирана религия, 27% са протестанти, 25% са католици, а 10% са други религии.